# Тарханкут (мыс)
Тарханку́т (Тарха́н-Кут; укр. Тарханкут, Тархан-Кут, крымскотат. Tarhan Qut, Тархан Къут) — мыс на западе Крыма, на одноимённом полуострове. В путеводителе Сосногоровой 1871 года мыс назван Экифороф.
Популярное место для дайвинга, виндсерфинга, кайтинга. Проводятся соревнования по подводному фотографированию.

## Природа
С апреля по октябрь ярко светит солнце, а вода в июле-августе прогревается до +28 °C. Вблизи нет рек, поэтому вода кристально чистая.
На самом мысе расположен Тарханкутский маяк, небольшой посёлок Маяк, а по соседству с ним — село Оленевка. Мыс плоский, с песчаными пляжами. Побережье к северо-востоку и юго-востоку от мыса обрывистое и скалистое.

## История
Со времён античности мыс стал местом многочисленных кораблекрушений.
24 сентября 1786 года свежепостроенный 66-пушечный парусный линейный корабль Черноморского флота России «Александр» совершал переход из Херсона в Севастополь. В районе мыса Тарханкут из-за ошибки в счислении корабль попал на мель. Волнами «Александр» был выброшен на камни, где и разбился. Экипаж корабля был спасён.
На пути из Севастополя в Одессу колёсная императорская яхта «Ливадия» в туманную ночь с 21 на 22 октября 1878 года выскочила на риф у Тарханкутского маяка на западном побережье Крыма. 47 дней, с 22 октября по 7 декабря, «Ливадия» стояла на камнях. После ряда неудачных попыток командования Черноморского флота спасти корабль, всё ценное перевезли на берег, предоставив корпус морским волнам. Впоследствии художник Алексей Петрович Боголюбов нарисовал картину "Последние минуты Императорской яхты «Ливадия», 1878 год.
Двухпалубный пароход «Генерал Коцебу» затонул в 1895 году у мыса Тарханкут на западе Крымского полуострова после столкновения с транспортом Черноморского флота «Пендераклия». Корабль был обнаружен на дне в 2015 году на 40-метровой глубине.
Непосредственно у Тарханкута на глубине 40 метров археологи обнаружили немецкий бомбардировщик Heinkel.
У мыса Тарханкут 17 декабря 2010 года, вечером, вследствие сложных погодных условий сорвался с якорной стоянки и сел на мель сухогруз «Ибрагим-Яким» (флаг Камбоджа, экипаж 15 человек, граждане Сирии и Индии), который следовал из порта Николаев в Турцию с грузом 5 тысяч 500 тонн металла. Полуразрушенный штормами корпус судна оставался на мели до сентября 2023 года, когда был взорван российскими войсками, предполагавшими, что по этому корпусу наводятся украинские ракетные и дроновые атаки.
24 августа 2023 года во время вторжения России в Украину на мысе произошла высадка украинского десанта.